# بيتر سيبرغ
هورست بيتر سيبرغ (بالألمانية: Horst-Peter Seeburg) هو عالم ألماني في مجال العلوم العصبية والكيمياء الحيوية. ولد في كفيرفورت في 21 آب 1944.

## سيرته الذاتية
درس بيتر سيبرغ الكيمياء والكيمياء الحيوية. بعد أن أكمل الدكتوراه في جامعة توبنغن في عام 1974 بثلاث سنوات بدأ بحوث ما بعد الدكتوراه في جامعة كاليفورنيا في سان فرانسيسكو. تتركز أبحاثه على توصيف المستقبلات والقنوات الأيونية.
في عام 1978، كان زميل أبحاث في جينيتك في سان فرانسيسكو، ثم صار في عام 1985 هناك عالما رئيسيا، ثم عمل أستاذا في جامعة هايدلبرغ من 1986-1996. ومنذ عام 1996، فهو مدير وعضو علمي في قسم علم الأحياء العصبي الجزيئي في معهد ماكس بلانك للأبحاث الطبية.
بيتر سيبرغ عضو في منظمة علم الأحياء الجزيئي الأوروبية منذ عام 1989. وحصل في عام 2007 على جائزة البحوث الدولية البلجيكية المسماة بجائزة إنبيف-بيليه لاتور للصحة (بالإنجليزية: InBev-Baillet Latour Health Prize)‏ التي تمنحها مؤسسة أرتوا بيليه لاتور (بالفرنسية: Fondation Artois-Baillet Latour)‏.

## الجوائز
- 1992: جائزة هومبولت
- 1992: جائزة NEN-Dupont
- 1992: جائزة إرنست شيرينغ
- 1992: جائزة بكورتس
- 1993: جائزة فيلدبيرج
- 1997: جائزة ECNP-Lilly
- 1997–2002: بريستول مايرز سكويب، منحة غير مقيدة في علم الأعصاب
- 2007: جائزة إنبيف-بيليه لاتور للصحة

## روابط خارجية
- السيرة الذاتية (باللغة الإنكليزية)
- قسم علم الأحياء العصبي الجزيئي في معهد ماكس بلانك للأبحاث الطبية (باللغة الإنكليزية)